# Віконт де Вессі

Герб віконтів де Вессі.

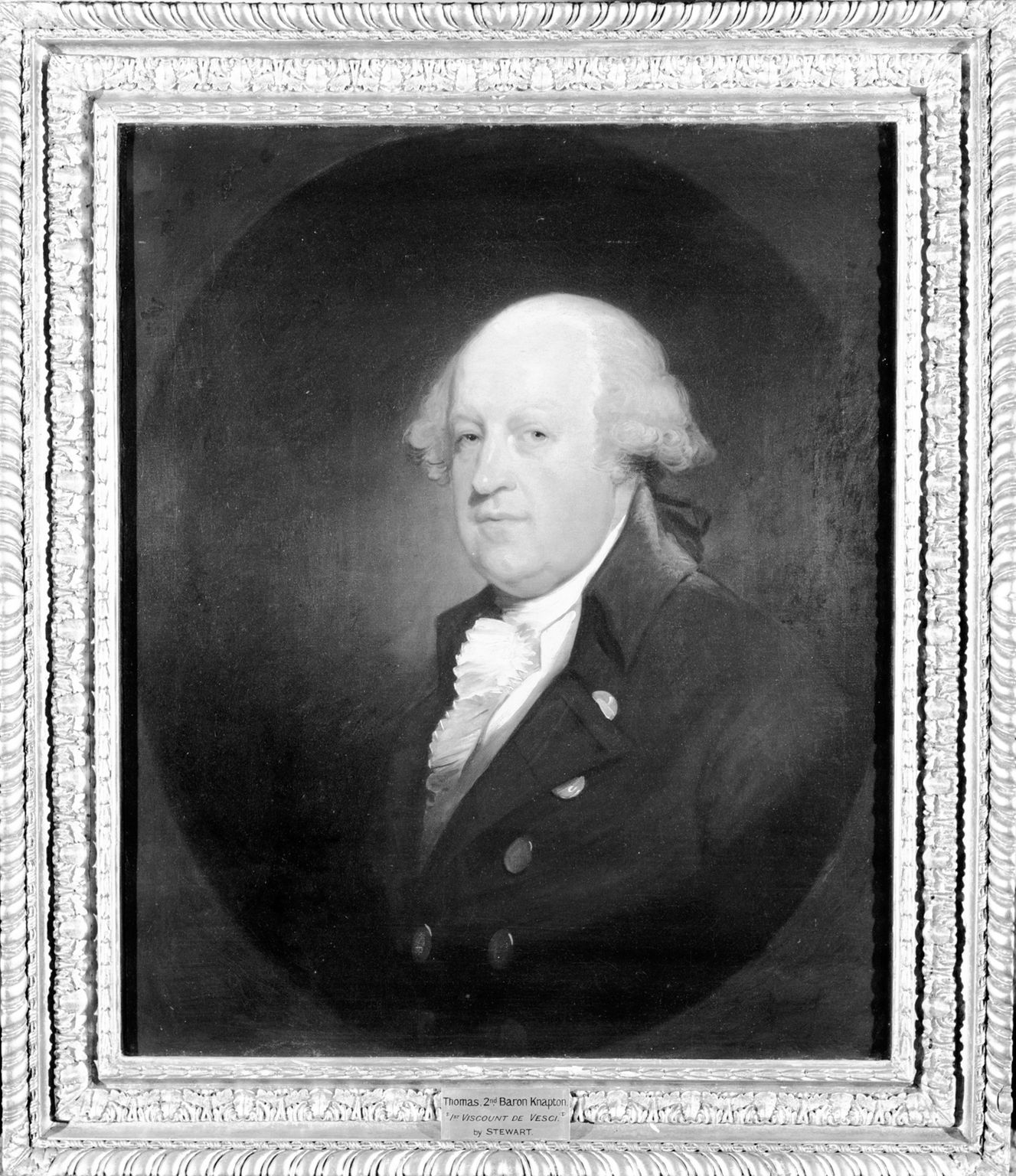
Томас Весі – І віконт де Вессі.

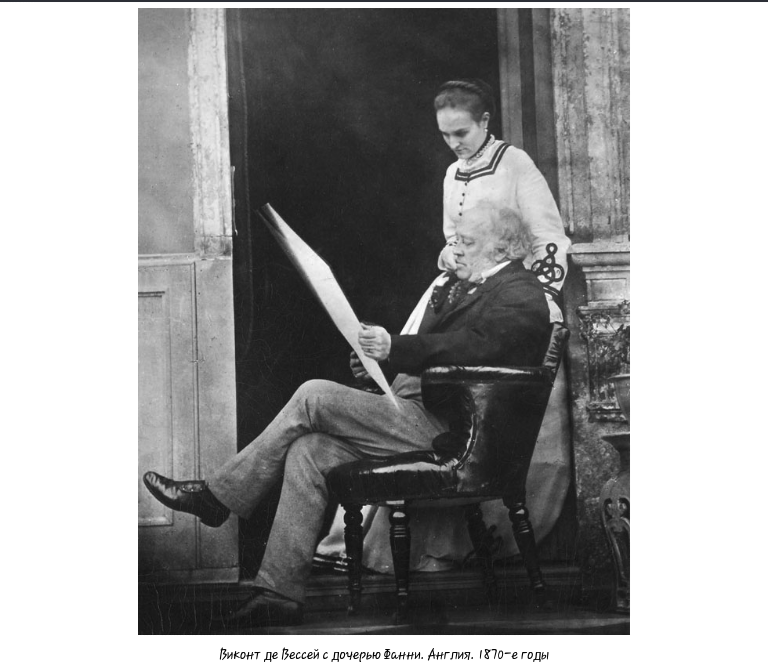
Томас Весі – ІІІ віконт де Вессі з дочкою.

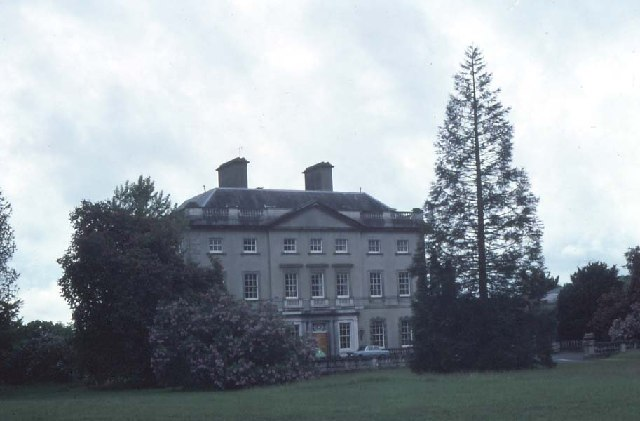
Аббілейкс-Хаус.

Віконт де Вессі (англ. - Viscount de Vesci) – аристократичний титул в перстві Ірландії. Прізвище носіїв титулу та сам титул прийнято вимовляти як «Везі». 

## Історія віконтів де Вессі
Титул віконт де Вессі з Аббілейкс, що в графстві Квінс (тепер це графство називається графством Леїш) був сворений в перстві Ірландії в 1776 році для Томаса Весі – ІІ барона Кнаптон, ІІІ баронета Весі. Титул баран Кнаптон був створений в перстві Ірландії в 1750 році для батька І віконта де Вескі – Джона Весі – ІІ баронета Весі. Він був депутатом Палати громад парламенту Ірландії і представляв Ньютаунардс. Титул баронет Весі з Аббілейкс, що в графстві Квінс був створений в баронетстві Ірландії 28 вересня 1698 року для батька І барона Кнаптон преподобного Томаса Весі – Єпископа Кіллалое в 1713 – 1714 роках та пископа Оссорі в 1714 – 1730 роках. 
Сер Томас Весі – І баронет Весі (1668?–1730) був протестантським священиком. Він був єпископом Оссорі у 1714 – 1730 роках. Він народився в Корку, Ірландія, коли його батько Джон Весі був деканом тамтешньої церкви. Він здобув освіту в Ітоні та Крайст-Черч, Оксфорд, і був в братстві коледжа Оріел. Його матір’ю була друга дружина Джона Енн Машамп. Він одружився з Мері - єдиною дочкою і спадкоємицею есквайра Денні Машампа з Хорслі, графство Суррей (Англія) і його дружини Елізабет Бойл, і саме внаслідок цього шлюбу Томас Весі отримав значний маєток і статки. Мері була його двоюрідною сестрою по лінії матері. 13 липня (грамота була вручена 28 вересня) 1698 року він був отримав титул баронета Весі з Аббілейкс в баронетстві Ірландії. Він був висвячений на священика 24 червня 1700 року і став капеланом Джеймса Батлера – ІІ герцога Ормонд, архідияконом Туам. 12 червня 1713 року він отримав посаду єпископа Кіллалое. Наступного року він став єпископом Оссорі. Він помер 6 серпня 1730 року і був похований у церкві Святої Анни в Дубліні. Його єдиний син і спадкоємець - Джон Весі отримав титул бароном Кнаптон в 1750 році. Елізабет Весі була його дочкою. У нього також була ще одна дочка Летиція (1708 – 1747), що вийшла заміж за Вена Чарльза Мередіта. 
Його син – І барон Кнаптон був відомим ірландським політиком. У 1727 році він був обраний до Палати громад парламенту Ірландії від Ньютаунарда і був депутатом до 1750 року. 6 серпня 1730 року він успадкував титули свого батька. 10 квітня 1750 року він був нагороджений титулом пера Ірландії, титулом барона Кнаптон, з графства Квінс. Автоматично отримав місце депутата в Палаті лордів парламенту Ірландії. Він одружився з Елізабет Браунлоу – дочкою Вільяма Браунлоу. Титули успадкував його старший Томас Весі, що був нагороджений титулом віконта де Вессі в 1776 році. Його дочка Елізабет вийшла заміж за Едмунда Пері – І віконта Пері, а інша дочка Енн вийшла заміж за Томаса Нокса - І віконта Нортленда.
Титул успадкував син І віконта де Вессі, що став ІІ віконтом де Вессі. Його обрали депутатом Палати громад парламенту Ірландії. Він представляв округу Меріборо. Потім він був депутатом Палати лордів парламенту Об’єднаного Королівства Великої Британії та Ірландії як представник Ірландії у 1839 – 1855 роках. Він служив на посаді лорд-лейтенанта графства Квінс у 1831 – 1855 роках. У 1790 році він спланував і побудував нове місто Аббілейкс, оскільки попереднє селище було знищене розливом річки Нор. Залишки старого поселення зрівняли з землею, а мешканці переселилися в нове місто. Він був милосердним і сумлінним землевласником, надзвичайно милосердним до місцевих людей у важкі голодні роки допомагав бідним. Фонтан в пам’ять про Джона Весі стоїть на Ринковій площі Аббілейкса. Карта, замовлена Джоном Весі в 1828 році, що показує володіння садиби Аббілейкс, була виявлена майже через 200 років і була виставлена на аукціон у 2016 році. 25 серпня 1800 року він одружився з Френсіс Летицією Браунлоу - п’ятою дочкою свого двоюрідного дядька Вільяма Браунлоу. Його наступником став його старший син Томас Весі.
ІІІ віконт де Вессі був депутатом Палати громад парламенту і представляв графство Квінс у 1857 – 1875 роках. Він належав до партії консерваторів. IV віконт де Вессі служив лорд-лейтенантом графства Квінс в 1883 – 1903 роках. У 1884 році він отримав титул барона де Вескі з абатства Лейкс, що графстві Квінс в перстві Великої Британії. Це давало йому автоматично місце депутата в Палаті лордів парламенту Великої Британії. Але цей титул зник після його смерті. 
Ірландські титули успадкував його племінник, що став V віконтом де Вессі. Він був депутатом парламенту і представляв Ірландію в 1909 – 1958 роках. Після його смерті титул успадкував його племінник, що став VI віконтом де Вессі. На сьогодні титулом володіє його син, що успадкував титул в 1983 році і став VII віконтом де Вессі. 
Родинним гніздом віконтів де Вескі був Аббілейкс-Хаус, що біля селища Аббілейкс, графство Леїш, Ірландія. 

## Баронети Весі з Аббілейксу (1698)
- Сер Томас Весі (помер у 1730 р.) – І баронет Весі
- Сер Джон Денні Весі (помер у 1761 р.) – ІІ баронет Весі (нагороджений титулом барон Кнаптон у 1750 р.)

## Барони Кнаптон (1750)
- Джон Денні Весі (помер у 1761 р.) – І барон Кнаптон
- Томас Весі (1735 – 1804) – ІІ барон Кнаптон (нагороджений титулом віконт де Вескі в 1776 році)

## Віконти де Вессі (1776)
- Томас Весі (1735 – 1804) – І віконт де Вессі
- Джон Весі (1771 – 1855) – ІІ віконт де Вессі
- Томас Весі (1803 – 1875) – ІІІ віконт де Вессі
- Джон Роберт Вільям Весі (1844 – 1903) – IV віконт де Вессі (нагороджений титулом барон де Вессі в перстві Великої Британії у 1884 році)
- Іво Річард Весі (1881 – 1958) – V віконт де Вессі
- Джон Юстас Весі (1919 – 1983) – VI віконт де Вессі
- Томас Юстас Весі (1955 р. н.) – VII віконт де Вессі

Спадкоємцем титулу є другий син теперішнього власника титулу його ясновельможність  Олівер Іво Весі (1991 р. н.).